# ジョン・ハワード (監獄改革運動家)

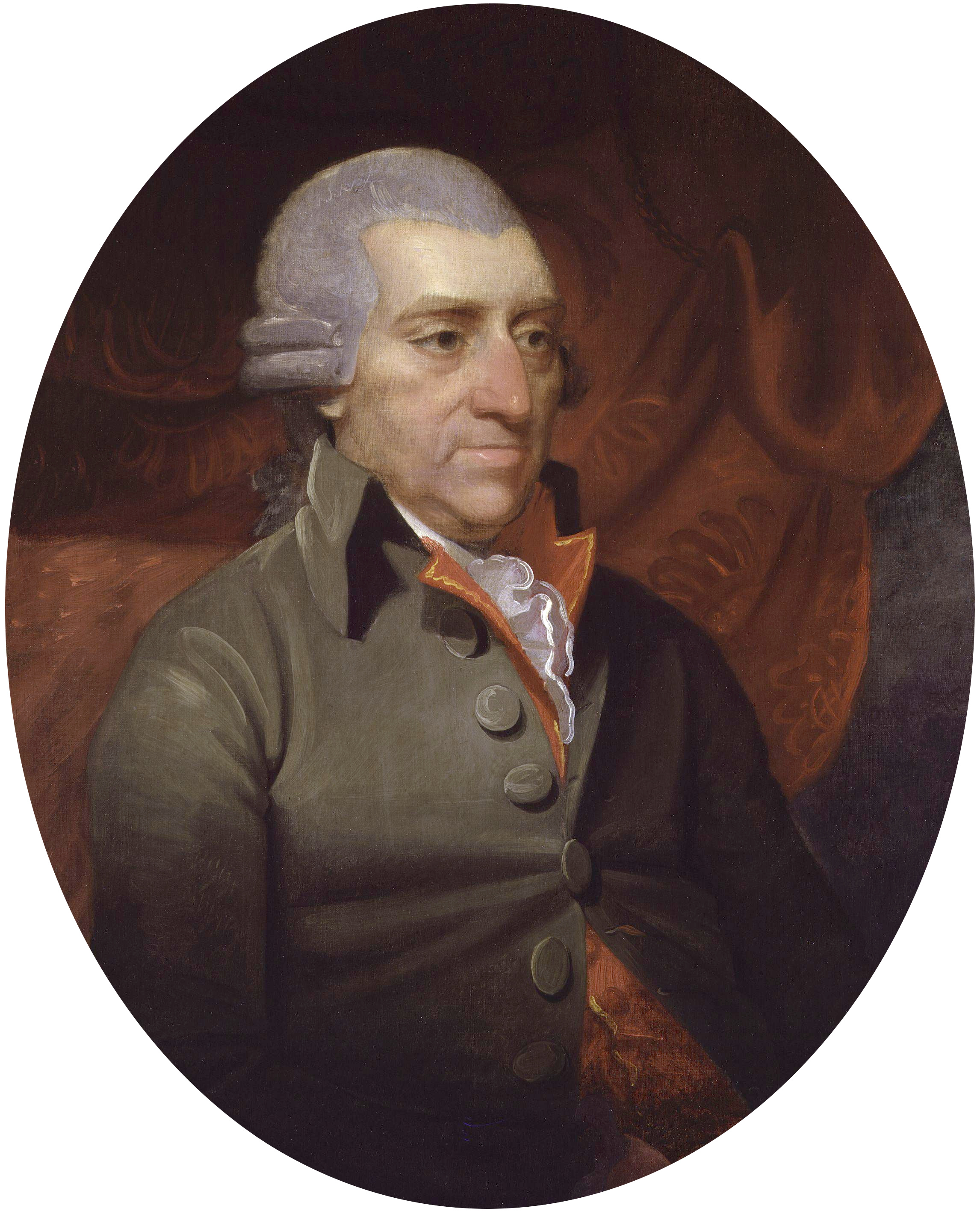
ジョン・ハワード

ジョン・ハワード（John Howard, 1726年9月2日 - 1790年1月20日）は、英国ベッドフォードシャー州長官で、英国で最初の監獄改革運動家。

## 概要
1773年にベッドフォードシャー州長官に任命されたハワードは当初、ただ州長官の職務から監獄の問題に取りかかった。しかし次第に犠牲者の悲しみやハワード自身の愛国心がハワードの心に大きな位置を占めるようになる。1755年に発生したリスボン大地震の遭難者救助に向かおうとしたハワードが、七年戦争勃発のためにフランスの捕虜になった経験が後の活動の重要な契機となったと広く言われている。1756年王立協会フェロー選出。

## 活動
程度の軽い被疑者が看守や巡回裁判の書記に手数料を払わなければ再び監獄に拘禁されるという問題に対し、州治安判事に看守に俸給を支払うべきと上申。州当局がこのような費用を負担する先例があれば認めるという返答があったが、どこでも同様のことが行われているばかりだった。この悲劇の特質と、その程度についての完全な知識を得ようと監獄を見て歩くことになる。監獄だけでなく懲治院も調べ、監獄熱と天然痘の蔓延、重罪人ばかりか債務囚までも大量に犠牲になっていることを知ったハワードは、1774年3月に議会で証言し庶民院から感謝の意を表される。1777年に「監獄事情」を刊行する。その後もヨーロッパ各地を徹底して実地調査し、監獄の改革を主唱。1790年、ロシアで伝染病の治療に当たっていたときに、自らもその病によって倒れる。墓碑銘は「ジョン・ハワード。だれであれ、この墓碑のまえに立つ者はすべて、その友人のまえに立っていることになる」。ハワードの報告書は、基本的に伝聞を排し、直接見たことだけを記述する彼の姿勢とあいまって、社会史の一級資料となっている。